# Edward Wotton
Pour les articles homonymes, voir Wotton.
Edward Edward Wotton est un médecin, un naturaliste et un zoologiste britannique, né en 1492 à Oxford et mort le 5 octobre 1555.

## Biographie
Après des études au Magdalen College d’Oxford, il voyage en Italie durant plusieurs années et obtient son titre de docteur en médecine à Padoue. Il est le médecin du roi Henri VIII d'Angleterre (1491-1547). Il est l’auteur de De differentis animalium en 1552 (même si le colophon indique 1551). C’est un traité complet de zoologie. Il s’inspire de l’œuvre d’Aristote, il introduit de nouveaux groupes zoologiques comme les zoophytes. Pour les insectes, il s’inspire de l’œuvre de Thomas Moufet (1553-1604).
Bien que constitué de dix volumes, il est moins ample que les traités de Conrad Gessner (1516-1565), d’Ulisse Aldrovandi (1522-1605) et John Jonston (1603-1675). Surtout, dépourvu de toute illustration et d’un style difficile d’accès, il ne devient jamais un ouvrage populaire. Il connaîtra ainsi jamais de seconde édition et n’a donc pas une grande influence sur les savants de son temps.
Il est président du Royal College of Physicians de 1541 à 1543.